# Vasaplan (tidning)
Vasaplan är en svensk gatutidning som ges ut av Kulturföreningen Vasaplan till stöd för socialt utsatta människor i Umeå.
Tidskriften grundades 2009  och utkommer med fyra nummer per år.
Varje nummer ägnas vanligen åt ett större tema, som Konsumtionskultur och digitalisering (nr 2/2016) och Kampen mot sexköp i Umeå (nr 2/2021).   
År 2016 tilldelades kulturföreningen Vasaplan Västerbottens landstingsfullmäktiges "folkhälsopris" på  10 000 kronor för sitt "starka engagemang till hjälparbetet med utsatta och hemlösa i Umeå".

## Tidningens namn
Vasaplan har tagit sitt namn efter busstorget med samma namn i centrala Umeå.